# 미카도 (오페라)

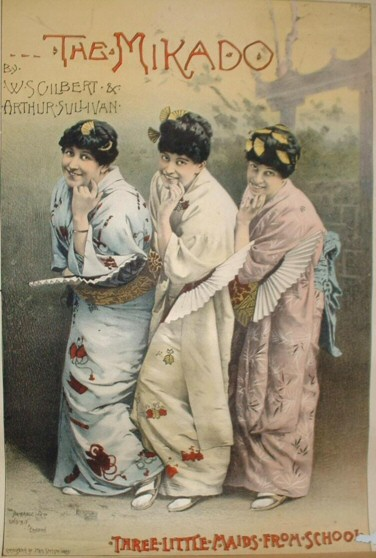

미카도(The Mikado)는 1885년 3월 14일 영국 런던에서 초연 된 오페라 작품이다. 각본은 윌리엄 S. 길버트, 작곡은 아서 설리번이 했다.